# Odensjö församling
Odensjö församling är en församling i Ljungby pastorat i Allbo-Sunnerbo kontrakt i Växjö stift och i Ljungby kommun i Kronobergs län.
Församlingskyrka är Odensjö kyrka i Odensjö. 

## Administrativ historik
Församlingen har medeltida ursprung.
Församlingen var annexförsamling (till 1943 moderförsamling) i pastoratet Lidhult, Odensjö och Vrå, som 1992 utökades med Annerstads församling och Torpa församling. Från 2010 är den annexförsamling i Ljungby pastorat.

## Series pastorum
- Jakob i Onzrit , omkr.	1545
- Söffarin i Onsiott omkr. 1550-60
- Nils i Onsred  	omkr. 	1565
- Johannes 	omkr. 	1580
- Petrus Canuti Wiraenius                               	omkr. 	1590-1615
- Magnus Jonae                                                	omkr. 	1620-1651
- Petrus Arvidi Lannerus    1651-1666
- Daniel Olai Anxelius                                                 	  	1668-1689
- Johannes Austrenius                                                 	  	1690-1699
- Suno Thelin                                                                	  	1701-1729
- Sven Granbäck                                                          	  	1731-1742
- Sven Strömwall                                                         	  	1743-1752
- Nicolaus Montelius                                                   	  	1753-1770
- Magnus Wieslander 1770-1820
- Petrus Nicolaus Wieslander                                       	  	1820-1833
- Nils Wieslander                                                          	  	1834-1838
- Johan Rydeman                                                          	  	1838-1869
- Johan Lorentz Wickelgren                                          	  	1872-1892
- Lars Anders Rydin                                                      	  	1892-1895
- Håkan Nordström                                                       	  	1896-1906
- Johan Emil Wärneström                                               	  	1906-1914
- Johan Algot Norbäck                                                   	  	1914- 1933
- Simon Rendell                                                             	  	1933-1943
- Erik Ahlberg                                                                 	  	1943-1953
- Carl Olof Herrman                                                       	  	1953-1959
- Gustav Lagerkvist                                                         	  	1959-1962